# Lazovskij rajon
Il Lazovskij rajon (in russo Лазо́вский райо́н?) è un rajon (distretto) del Territorio del Litorale, nell'estremo oriente russo; il capoluogo è il villaggio (selo) di Lazo.
Il suo territorio si estende sul versante meridionale dei monti Sichotė-Alin', affacciandosi a sudest per un lungo tratto sul mare del Giappone. Circa 1/4 del territorio è occupato dalla riserva naturale Lazovskij, dove vive una importante popolazione di tigri siberiane.
Come in tutta la regione, la densità di popolazione è bassa e non esistono centri urbani di rilievo. I maggiori agglomerati sono il villaggio di Lazo, il capoluogo, e l'insediamento di tipo urbano di Preobraženie.